# Biserica de lemn „Sfântul Nicolae” din Voinova
Biserica de lemn „Sf. Nicolae” este o biserică amplasată în Voinova, raionul Strășeni, Republica Moldova. Este un monument arhitectural de importanță națională inclus în Registrul monumentelor Republicii Moldova ocrotite de stat cu nr. 1432 (raionul Strășeni). Datează din 1838.